# František Vorlíček
František Vorlíček (* 3. března 1947) je bývalý český hokejový útočník. Po skončení aktivní kariéry působí jako trenér.

## Hokejová kariéra
V československé lize hrál za Duklu Jihlava, TJ Sparta Praha a TJ Zetor Brno. Odehrál 11 ligových sezón, nastoupil ve 347 ligových utkáních, dal 90 ligových gólů a měl 86 asistencí. S Duklou Jihlava mezi léty 1967 a 1972 získal 6 mistrovských titulů v řadě. V nižších soutěžích hrál i za TJ Kolín a I. ČLTK Praha. Za československou reprezentaci nastoupil 12. března 1969 v Pardubicích proti týmu USA.

## Klubové statistiky
| Sezona    | Klub                      | Soutěž  | Základní část | Základní část | Základní část | Základní část | Základní část |
| Sezona    | Klub                      | Soutěž  | Z             | G             | A             | B             | TM            |
| --------- | ------------------------- | ------- | ------------- | ------------- | ------------- | ------------- | ------------- |
| 1965/1966 | TJ Spartak Motorlet Praha | 2. liga | 6             | 3             | -             | -             | -             |
| 1966/1967 | Dukla Jihlava             | 1. liga | 32            | 11            | 8             | 19            | -             |
| 1967/1968 | Dukla Jihlava             | 1. liga | 34            | 12            | 11            | 23            | -             |
| 1968/1969 | Dukla Jihlava             | 1. liga | 25            | 9             | 7             | 16            | -             |
| 1969/1970 | Dukla Jihlava             | 1. liga | 33            | 5             | 2             | 7             | -             |
| 1970/1971 | Dukla Jihlava             | 1. liga | 36            | 6             | 1             | 7             | -             |
| 1971/1972 | Dukla Jihlava             | 1. liga | 35            | 9             | 11            | 20            | -             |
| 1972/1973 | TJ Sparta Praha           | 1. liga | 36            | 15            | 5             | 20            | 26            |
| 1973/1974 | TJ Sparta Praha           | 1. liga | 32            | 10            | 19            | 29            | 30            |
| 1974/1975 | TJ Sparta Praha           | 1. liga | 44            | 8             | 19            | 27            | 32            |
| 1975/1976 | TJ Sparta Praha           | 1. liga | 21            | 3             | 2             | 5             | 12            |
| 1976/1977 | TJ Zetor Brno             | 1. liga | 19            | 2             | 1             | 3             | -             |
| 1978/1979 | TJ Kolín                  | 3. liga | -             | 4             | -             | -             | -             |
| 1979/1980 | TJ Kolín                  | 2. liga | -             | 9             | -             | -             | -             |
| 1980/1981 | TJ Kolín                  | 2. liga | -             | 5             | -             | -             | -             |
| 1981/1982 | TJ DP I. ČLTK Praha       | 2. liga | -             | 1             | -             | -             | -             |

## Trenérská kariéra
Jako hlavní trenér vedl v nejvyšší soutěži HC Kometa Brno.